# Complesso prenuragico di Monte Baranta
Il complesso prenuragico di Monte Baranta è un'importante area archeologica, risalente al 2500-2200 a.C., situata nella Nurra - regione della Sardegna nord-occidentale - in località Su Casteddu, a circa due chilometri dal centro abitato di Olmedo. Ubicato ad un'altitudine di circa 120 m s.l.m. sull'altopiano trachitico dell'omonimo monte, domina, a sud, vallate e pianure che si distendono sino alla rada di Alghero.
Nonostante gli accurati rilievi effettuati nel territorio di Olmedo all'inizio del secolo scorso dallo studioso Filippo Nissardi, il complesso di Monte Baranta è rimasto sconosciuto sino a pochi anni fa. Assente dall'Elenco degli Edifici Monumentali stilato nel 1922, compare per la prima volta nelle carte IGM del 1958 come "nuraghe Su Casteddu" e, successivamente, in uno studio del 1962 dell'archeologo Ercole Contu che ne fa però un'esposizione parziale. Soltanto alla fine degli anni '70 grazie agli scavi effettuati nel sito a cura del professor Alberto Moravetti, si è arrivati ad ottenere un quadro descrittivo completo; l'analisi dei reperti ritrovati ha consentito inoltre di attribuire l'insediamento con certezza all'Età del Rame e, più in particolare, alla cultura di Monte Claro.
Nel 2025 il complesso è stato inserito, assieme ad altri siti prenuragici presenti nell'isola, nella lista dei patrimoni dell'umanità dell'UNESCO.

## Descrizione
Il complesso megalitico di Monte Baranta è composto da quattro diverse entità: il recinto-torre, la muraglia, il villaggio e l'area sacra.

### Il recinto-torre
Il recinto-torre ha pianta a forma di "U" con gli apici rivolti verso il dirupo, del quale è situato a ridosso in posizione dominante. Le pareti sono formate da grandi lastroni in pietra trachitica, hanno un'altezza media di circa tre metri e cinquanta ed uno spessore che varia da un minimo di 4.15 m ad un massimo di 6.50. L'area interna al recinto-torre ha una superficie di 390 m² e risulta spianata naturalmente salvo in qualche punto dove è stata grossolanamente pavimentata; ad essa si accede attraverso due ingressi a corridoio di sezione rettangolare, posti uno a nord, l'altro ad ovest, sormontati da poderosi massi posizionati orizzontalmente, anch'essi in trachite.
Alcuni particolari presenti nelle pareti portano ad ipotizzare l'originaria esistenza di strutture lignee impiantate nello spessore murario, funzionali ad un'attività di difesa e di avvistamento.

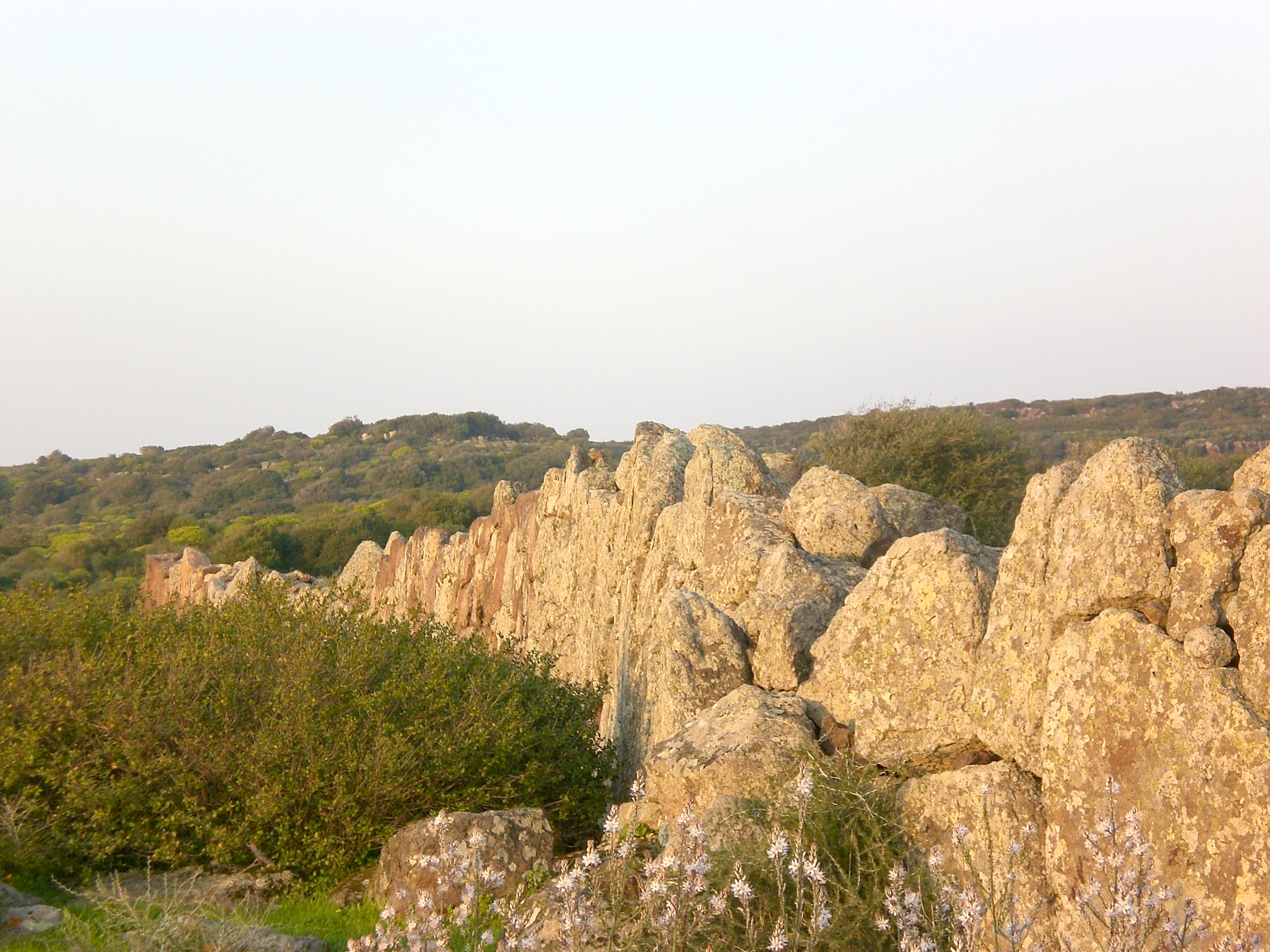
La muraglia megalitica

### La muraglia
A circa un centinaio di metri dal recinto-torre sorge la muraglia megalitica. Costruita anch'essa utilizzando grandi lastroni poligonali in trachite, con un'altezza media di m 2.5 ed uno spessore di 5, si distende da nord a sud per circa 97 metri a sbarramento dell'unico tratto di pianoro del sito. Nell'estremità a sud, in prossimità della scarpata, è presente un corridoio, anch'esso in origine architravato con monoliti trachitici, di 0.90 per 1.60 per 5.10 m, unica apertura per l'accesso all'abitato. L'ampio spessore della muraglia potrebbe far presupporre l'esistenza di un cammino di ronda simile a quello del recinto-torre, ma i crolli che hanno interessato la parte alta della muraglia non permettono di stabilirlo con certezza.

### Il villaggio

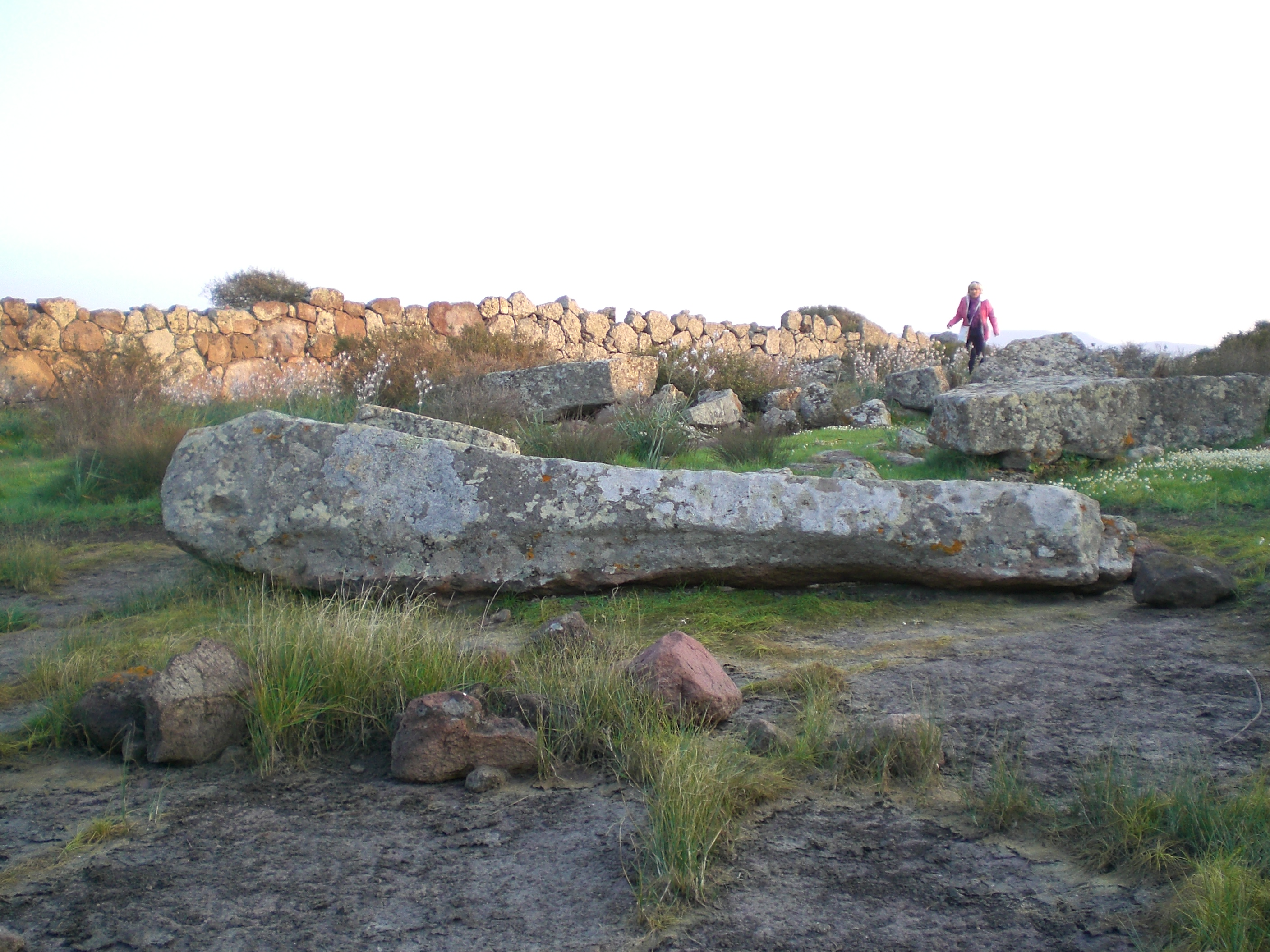
Il grande menhir

Circoscritto dalla muraglia, dal recinto-torre e dallo strapiombo vi era il villaggio. Benché ridotti a rudere è possibile individuare i muri perimetrali di alcune capanne alti anche sino a 80 cm, alcune a sezione rettangolare altre absidate. La più ampia ha una superficie di 37 m² e conserva al proprio interno tracce di un tramezzo e di una pavimentazione in piccole pietre.

### La zona sacra
All'esterno del villaggio, a pochi metri dalla muraglia vi era la zona sacra. L'area è interessata dalla presenza di un'ottantina di lastroni ortostatici disposti a formare un circolo megalitico del diametro di circa 10 metri. Sono presenti anche diversi menhir riversi sul terreno ed in gran parte spezzati. Spicca fra tutti quello più grande, un monolito della lunghezza di quasi 4 metri, certamente mai messo in opera a giudicare dall'alveolo che doveva contenerne la base, che risulta soltanto in fase di preparazione. Lo stesso menhir appare non rifinito ma appena sbozzato.
La tipologia e la scarsa quantità dei reperti archeologici ritrovati durante gli scavi, insieme al mancato completamento dell'area sacra, fanno presumere che l'insediamento venne occupato per un periodo di tempo non molto lungo durante la cultura di Monte Claro, per essere nuovamente frequentato nell'età del Bronzo, da genti della Cultura di Bonnanaro (1800-1600 a.C.) ed infine, sporadicamente, in età nuragica e romana.

## Galleria d'immagini

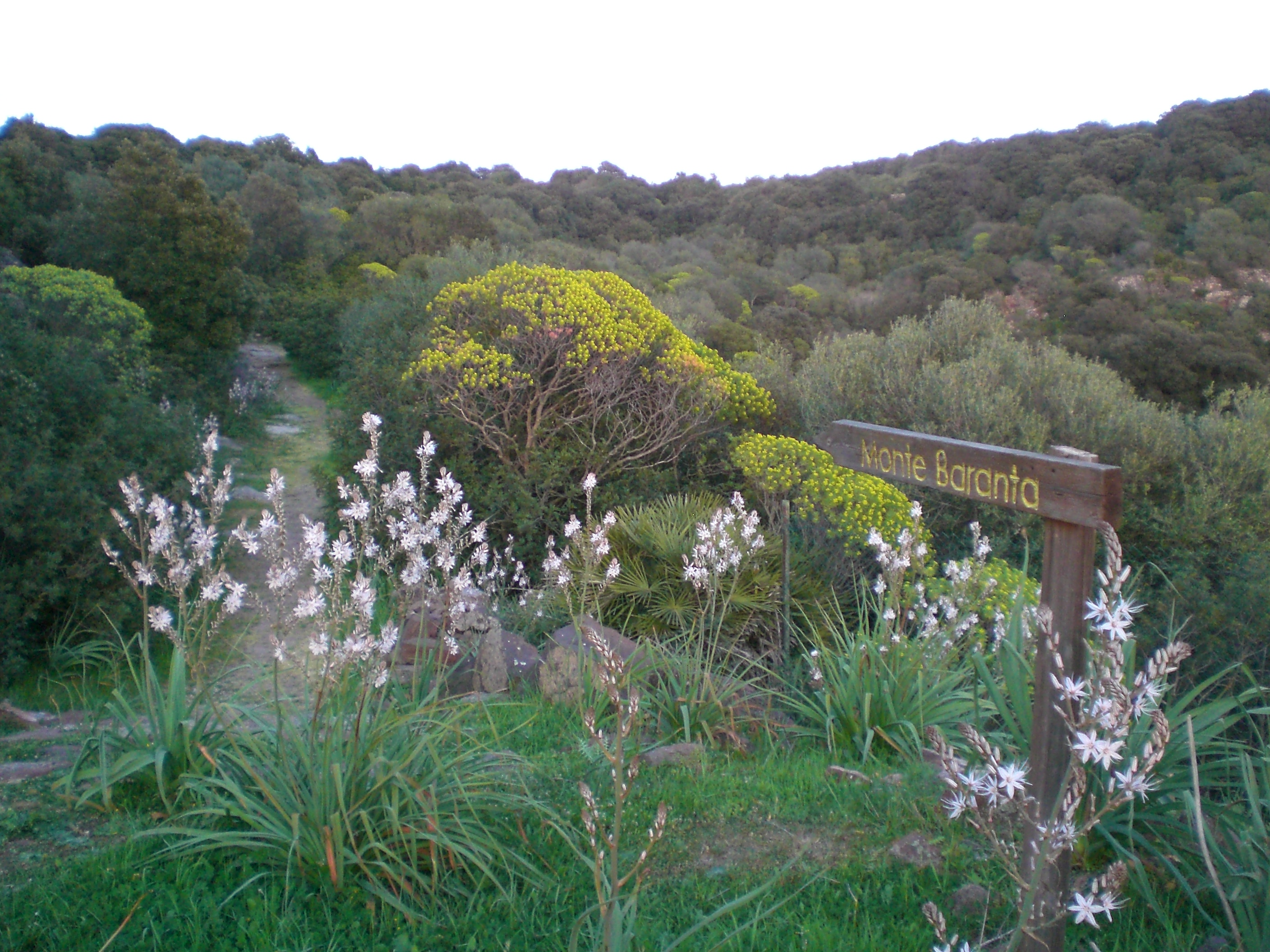
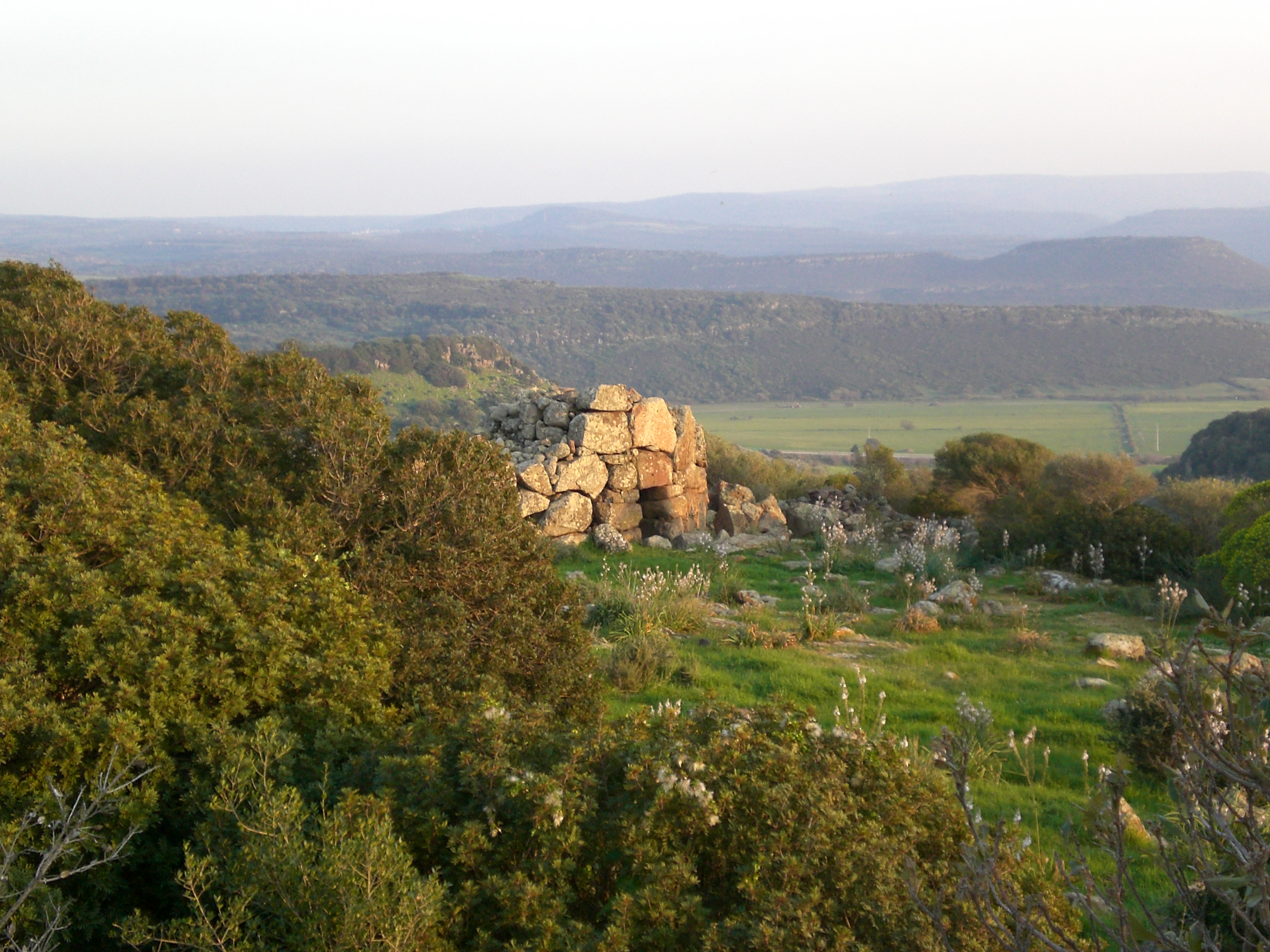
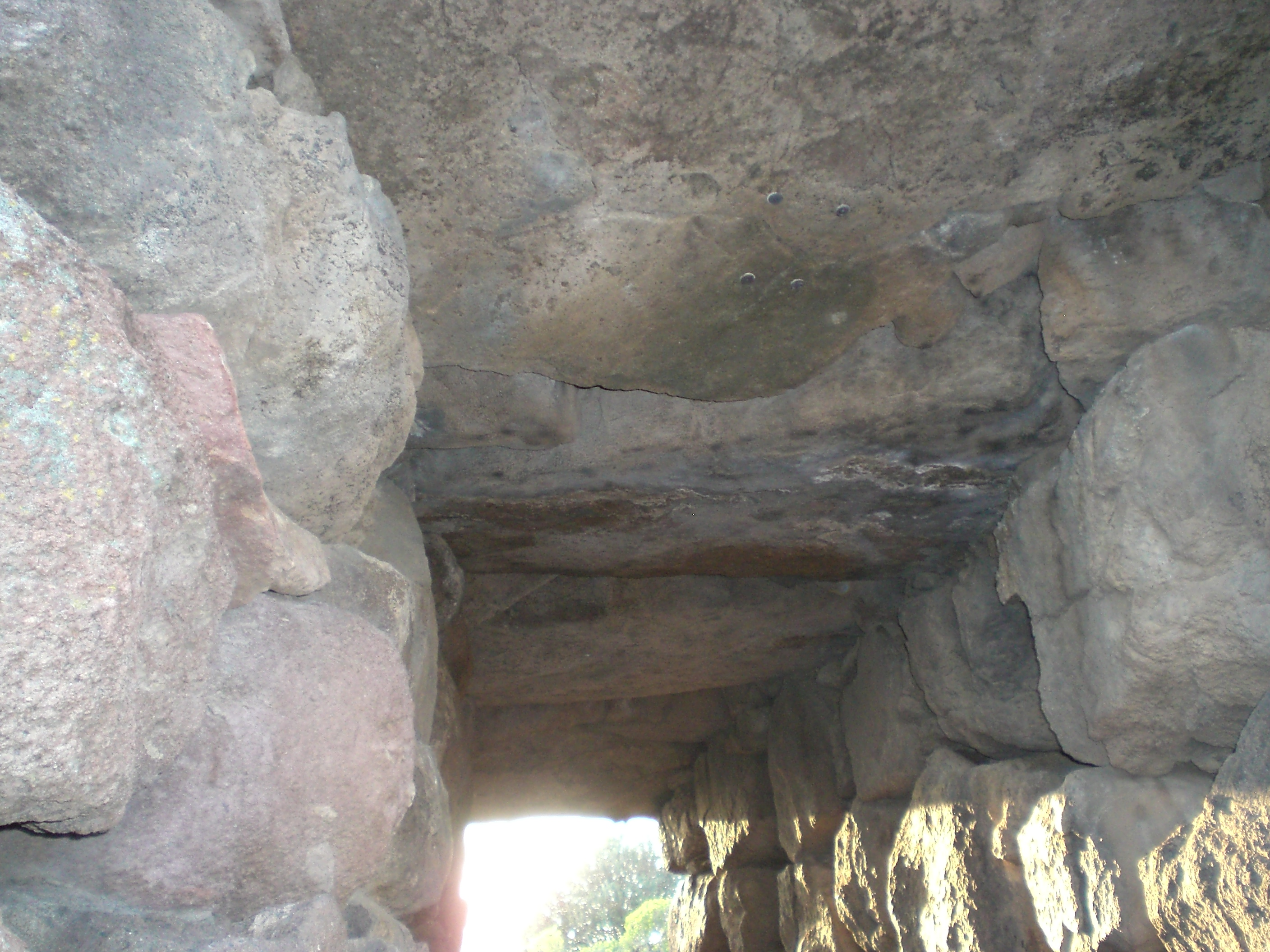
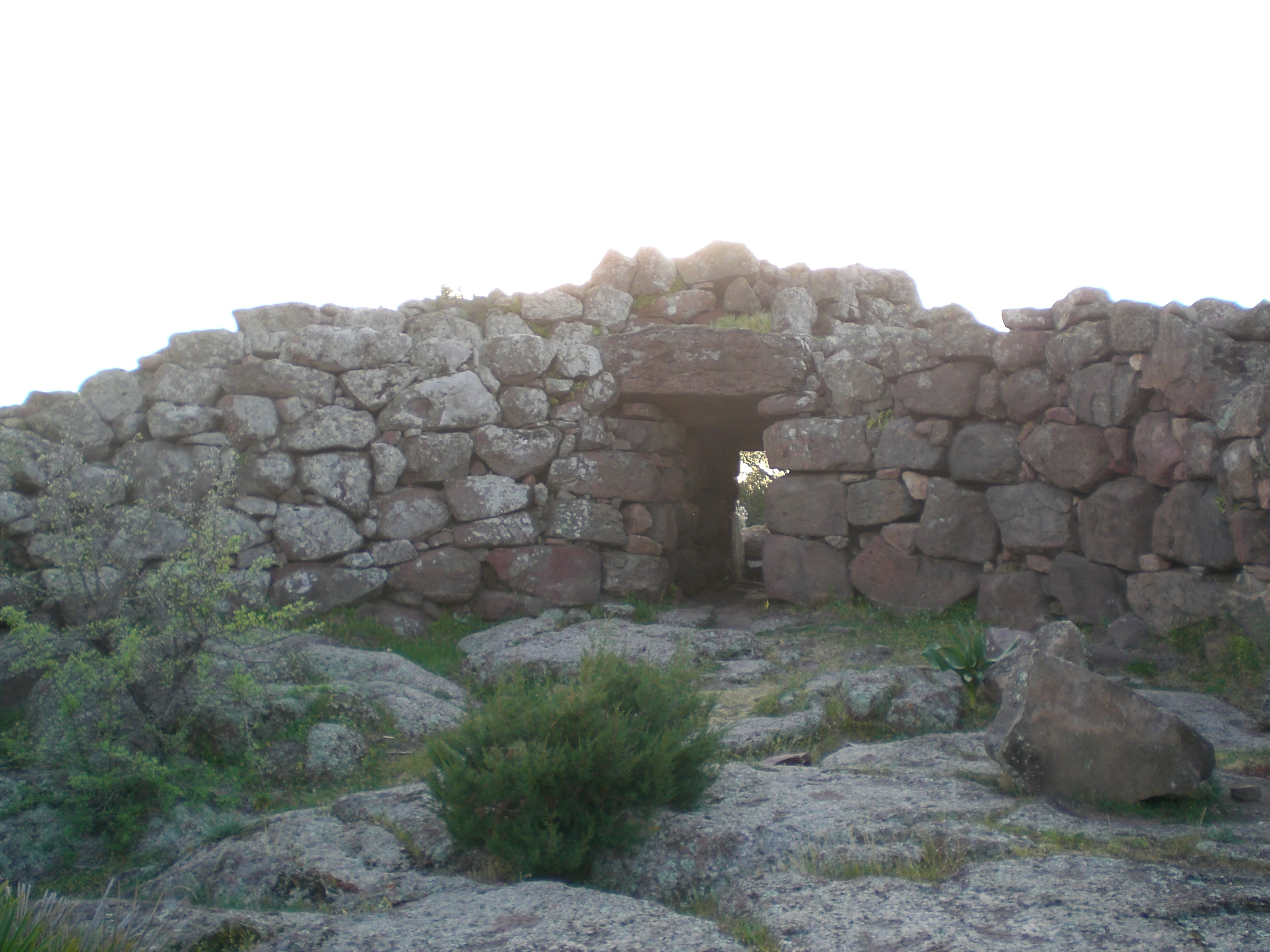
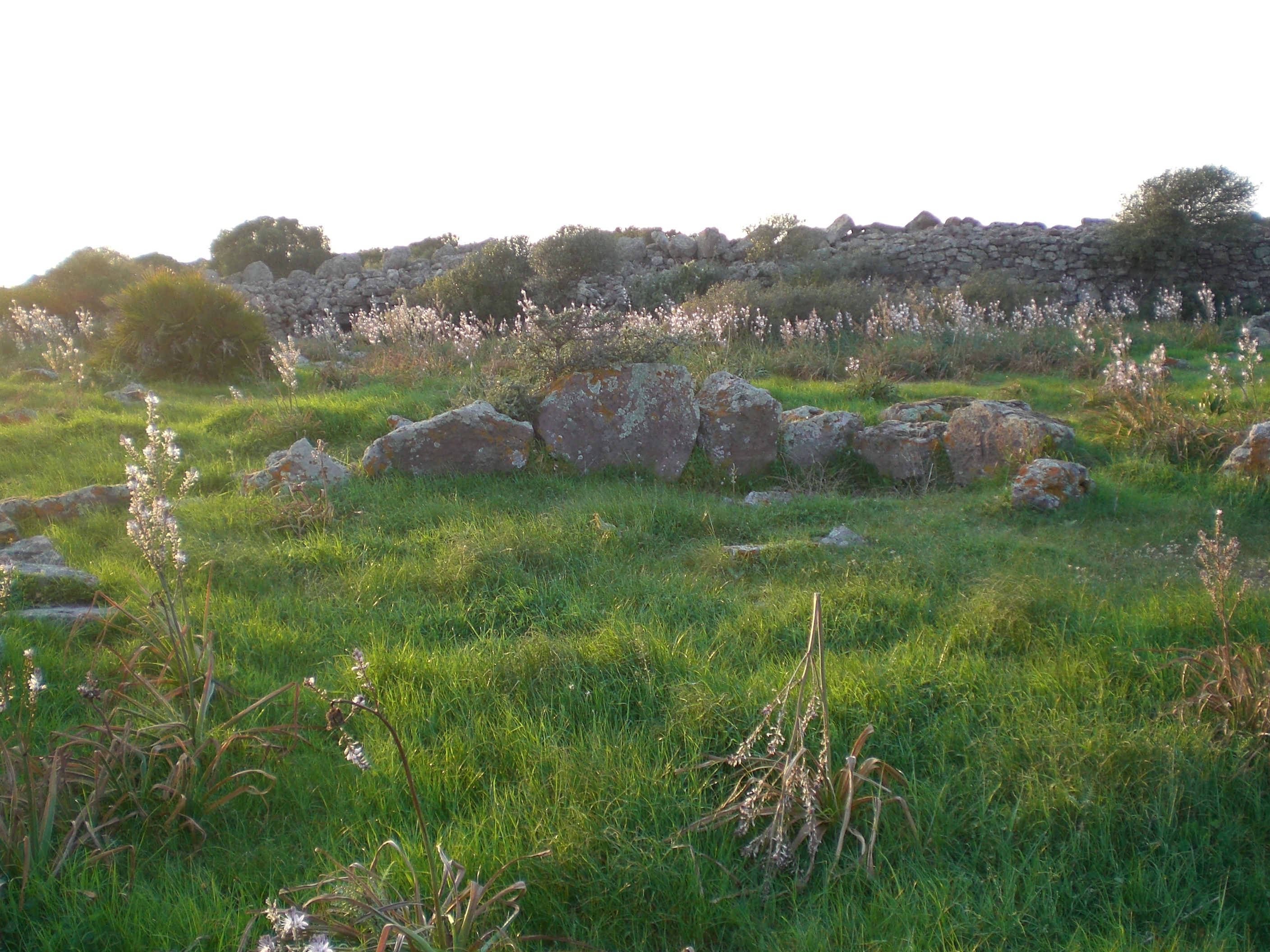